# Charles Thomas (diplomat)
Charles H. Thomas, född 23 juni 1934 i Buffalo, New York, död 13 september 1998 i New York, var en amerikansk diplomat.
Thomas utexaminerades 1956 från Harvard University och tjänstgjorde i USA:s flotta 1956–1959.
Som USA:s ambassadör i Budapest tjänstgjorde Thomas 1990–1994.